# القوات المساعدة (المغرب)
المفتشية العامة للقوات المساعدة هي مؤسسة أمنية وعسكرية بالمغرب وتتبع بشكل غير مباشر للقوات المسلحة الملكية و يسري عليها النظام العسكري ، وتابعة لوزارة الداخلية، لها دور مهم في استثباب الأمن بسائر تراب المملكة.
تتولى هده القوات بمهمة المساهمة في المحافظة على النظام والأمن العام، وبتقديم مختلف أشكال العون والمساعدة للسكان عندما تصيب البلاد إحدى الآفات أو الكوارث الطبيعية، وتأمين الإدارات التي تكتسي صبغة عامة.كذلك مساعدة جميع الأجهزة سواء عسكرية أو مدنية 

## التشكيلات
تمارس القوات المساعدة مهامها من خلال مجموعات للتدخل، وتتشكل على الشكل الآتي:
- الحرس الولائي أو الإقليمي[5]
  - الفرق الإدارية (العمالات، الملاحق الإدارية والقيادات...)
  - فرق الأمن العمومي؛ (حفظ النظام العام)
  - فرق الخيالة و الدراجين (المناطق السياحية والجبلية والغابية والشاطئية)
- مجموع وحدات التدخل العام[6]
  - مجموعة المَخْزن المتنقل؛
  - مجموعة المَخْزن المرابط بالحدود؛
  - مجموعة المَخْزن المتنقل للفرسان؛
  - مجموعة تأمين المنشآت الخاصة؛
  - المخزن السينوتقني.
- وحدات الدعم[7] (اللوجستيك، الهندسة، صيانة المعدات والمركبات.إلخ)

## التكوين والرتب

### التكوين
تشمل إدارة القوات المساعدة على مدرسة لتكوين أطر القوات المساعدة ومركزين لتكوين أفراد القوات المساعدة:
- EFCFAمدرسة تكوين أطر القوات المساعدة
- CFPFA مركز تكوين أفراد القوات المساعدة

### الرتب
- مخزني
- بريكادي ..مقدم..
- بريكادي شاف ..مقدم رئيس..
- سارجان ..رقيب..
- سارجان شاف..رقيب أول..
- أدجودان ..مساعد ..
- أدجودان شاف ..مساعد أول ..
- سوليتنان ..ملازم ..
- ليوتنان ..ملازم أول..
- كابتان ..نقيب..
- كومندار ..رائد..
- ليوتنان كولونيل ..مقدم..
- كولونيل ..عقيد..
- كولونيل من الدرجة الاستثنائية ..عميد..

## الإدارة
• المفتشون العامون للمنطقة الشمالية:
| #  | الاسم              | التعيين | نهاية التعيين |
| -- | ------------------ | ------- | ------------- |
| 16 | خالد جبران         | 2021    | إلى الآن      |
| 15 | مصطفى مستور        | 2015    | 2021          |
| 14 | حسن التايك         | 2014    | 2015          |
| 13 | حدو حجار           | 2010    | 2014          |
| 12 | حميدو العنيڭري     | 2006    | 2010          |
| 11 | بوبكر مونزيل       | 2002    | 2006          |
| 10 | عبد الرحمان لحريزي | 1993    | 2001          |
| 9  | عبد العزيز لحلو    | 1974    | 1984          |
| 8  | تيجاني بوڭوارن     | 1970    | 1974          |
| 7  | حسني بنسليمان      | 1965    | 1969          |
| 6  | النعيمي            | 1965    | 1965          |
| 5  | عبد العزيز بن صالح | 1962    | 1964          |
| 4  | حمو اماحزون        | 1958    | 1961          |
| 3  | عبد القادر الشنة   | 1958    | 1958          |
| 2  | عبد الجليل         | 1956    | 1958          |
| 1  | البيتوري           | 1946    | 1956          |

•المفتشون العامون للمنطقة الجنوبية:
| #  | الاسم              | التعيين | نهاية التعيين |
| -- | ------------------ | ------- | ------------- |
| 16 | مصطفى حديود        | 2021    | إلى الآن      |
| 15 | لحسن إمجان         | 2015    | 2021          |
| 13 | حدو حجار           | 2010    | 2014          |
| 14 | حميدو العنيڭري     | 2006    | 2010          |
| 12 | لحسن بوشت          | 2002    | 2005          |
| 11 | عبد الرحمان لحريزي | 2001    | 2002          |
| 10 | احمد كوريمة        | 1974    | 2001          |
| 9  | بن يوسف محمد       | 1970    | 1972          |
| 8  | تيجاني بوڭوارن     | 1970    | 1971          |
| 7  | حسني بنسليمان      | 1965    | 1969          |
| 6  | النعيمي            | 1965    | 1965          |
| 5  | عبد العزيز بن صالح | 1962    | 1964          |
| 4  | حمو اماحزون        | 1958    | 1961          |
| 3  | عبد القادر الشنة   | 1958    | 1958          |
| 2  | عبد الجليل         | 1956    | 1958          |
| 1  | البيتوري           | 1946    | 1956          |

## وصلات خارجية
- منصة تقديم ترشيحات ولوج أسلاك القوات المساعدة
- الموقع الرسمي للقوات المساعدة
- نشأة وتطور القوات المساعدة المغربية [1]

1. ↑  المفتش الممتاز نجيب مصرور. "نشأة وتطور القوات المساعدة" (PDF). نبذة تاريخية عن القوات المساعدة: 109. مؤرشف من الأصل (PDF) في 2023-11-04.